# Мариам уз-Замани
Мариа́м уз-Зама́ни (перс. مریم الزمانی‎); ок. 1542 — 19 мая 1623) — жена падишаха Империи Великих Моголов Акбара I Великого. Она также упоминалась под несколькими другими именами, включая Хира Кунвари, Харкха Бай и Джодха Бай.
Рождённая в 1542 году как индуистско-раджпутская принцесса, Мариам уз-Замани была предложена в жёны Акбару её отцом, раджой Бхармалом из Амбера. Свадьба, состоявшаяся в Самбхаре, носила политический характер и была знаком полного подчинения её отца своему императорскому сюзерену. Её брак с Акбаром привёл к постепенному изменению его религиозной и социальной политики. Её пример традиционно рассматривается в современной индийской историографии как пример терпимости Акбара и Великих Моголов к религиозным различиям и их всесторонней политики в рамках расширяющейся полиэтнической и многоконфессиональной империи.
Мариам уз-Замани была матерью старшего (к моменту смерти отца) сына Акбара и его преемника — Джахангира.

## Замужество
Брак Мариам уз-Замани был результатом конфликта между её отцом и шурином Акбара Шарифом-уд-дином Мирзой, хакимом Мевата. Бхармал, столкнувшись с давлением со стороны Шариф-уд-дина, обратился к Акбару с просьбой вмешаться. Падишах согласился выступить посредником при условии личного подчинения ему Бхармала, а также предложения выдать Мариам уз-Замани замуж за Акбара.

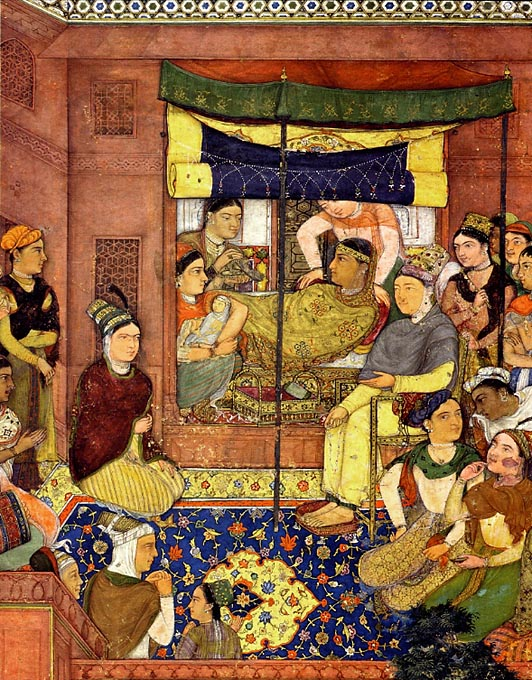
Рождение Джахангира.

Свадьба состоялась 6 февраля 1562 года, когда Акбар возвращался в Агру из Аджмера (после вознесения молитв над могилой Муинуддина Чишти), в имперском военном лагере в Самбхаре, вместо родового дома невесты в Аджмере (который находился всего в 50 км). Это был знак того, что брак не был равным, указывая на более низкий социальный статус семьи Бхармала. Брак с амберской принцессой явил всему миру доказательство того, что Акбар решил стать бадшахом или шахеншахом всего своего народа, то есть и индусов, и мусульман.
Акбар брал в жёны многих раджпутских принцесс, так как раджи могли получить множество выгод от связи с семьёй падишаха. Он сделал такие браки почётными для раджпутов. Акбар не обращал ни одну из своих индуистских жен в ислам и разрешал им совершать свои ритуалы во дворце, а иногда даже принимал в них участие. Однако жёны раджпутского происхождения (в том числе Мариам уз-Замани) не играли никакой политической роли при дворе Великих Моголов.
В 1569 году Акбар узнал, что его первая жена-индуистка ждёт ребёнка и что он может надеяться на первого из трёх сыновей, обещанных ему шейхом Салимом Чиштией, известным святым человеком, жившим в Сикри. Императрица была отправлена в скромное жилище шейха Сикри в последний период своей беременности. 30 августа 1569 года мальчик появился на свет и получил имя Салим в знак признания веры своего отца в действенность молитвы святого человека. Хотя она оставалась индуисткой, новая мать впоследствии была удостоена мусульманского титула Мариам-уз-Замани.

## Смерть

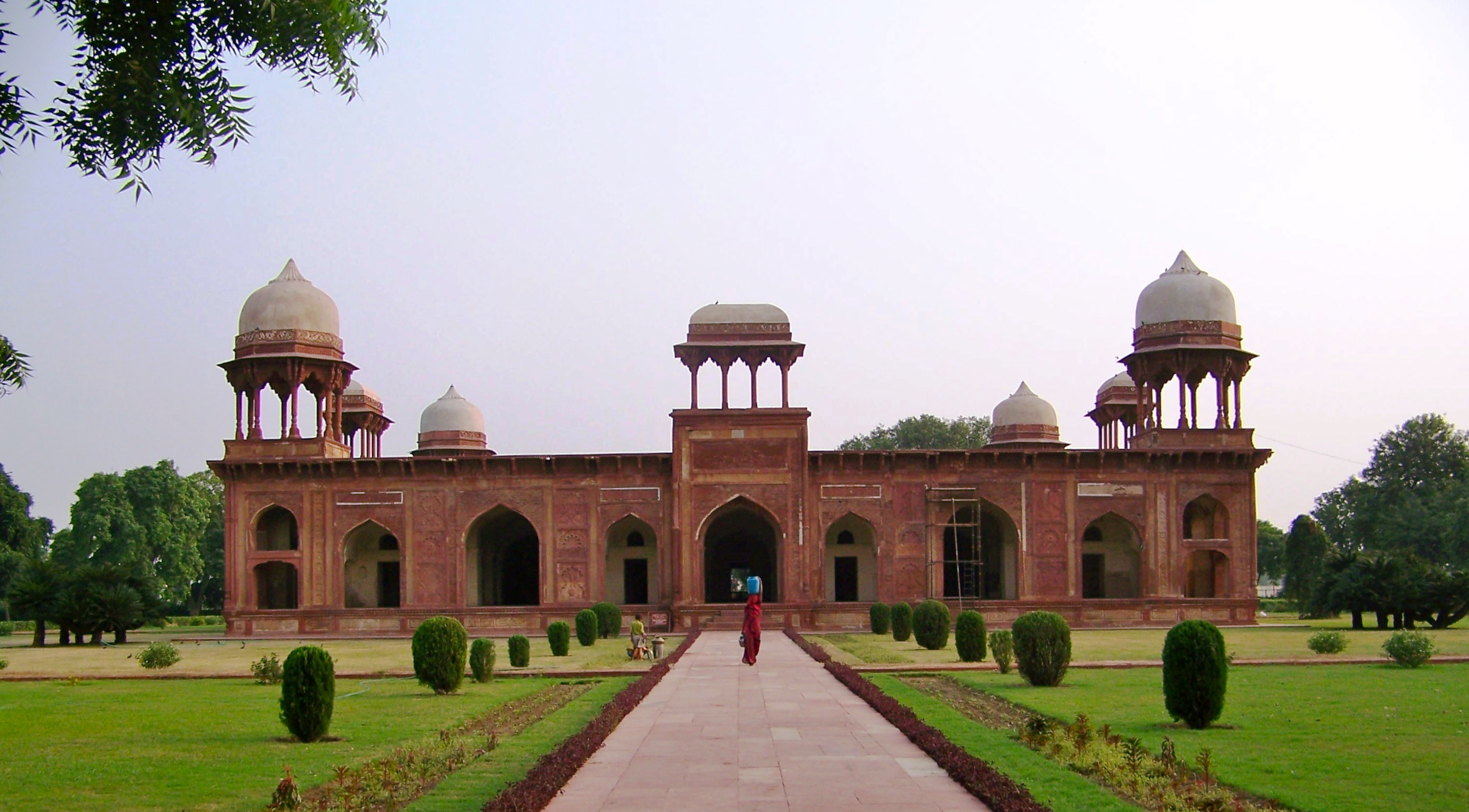
Гробница Мариам уз-Замани

Мариам уз-Замани умерла в 1623 году. Её гробница, построенная в 1623—1627 годах по распоряжению её сына, находится на дороге Тантпур, ныне известной как Джёти Нагар, всего в километре от гробницы Акбара Великого. Сама её могила находится под землёй, к ней ведёт лестница.
Мечеть Мариам Замани Бегум Сахибы была построена Джахангиром в её честь и находится в Старом городе Лахора (современный Пакистан).